# Martinroda (Vacha)
Martinroda – dzielnica miasta Vacha w Niemczech, w kraju związkowym Turyngia, w powiecie Wartburg. Do 30 grudnia 2013 samodzielna gmina wchodząca w skład wspólnoty administracyjnej Vacha.